# كريستيان بيتر
كريستيان بيتر (بالإنجليزية: Christian Peter)‏ هو لاعب كرة قدم أمريكية أمريكي، ولد في 5 أكتوبر 1972 في Locust, New Jersey ‏ في الولايات المتحدة.

## وصلات خارجية
- كريستيان بيتر على موقع مرجع كرة القدم المحترفة.كوم (الإنجليزية)